# Verboveț, Cosău
Verboveț (în ucraineană Вербовець) este localitatea de reședință a comunei Verboveț din raionul Cosău, regiunea Ivano-Frankivsk, Ucraina.

## Demografie
Componența lingvistică a localității Verboveț
     Ucraineană (99,41%)
     Alte limbi (0,53%)
Conform recensământului din 2001, majoritatea populației localității Verboveț era vorbitoare de ucraineană (99,41%), existând în minoritate și vorbitori de alte limbi.